# دانيال بوب
دانيال بوب (بالإنجليزية: Daniel Pope)‏ هو لاعب كرة قدم أمريكية أمريكي، ولد في 28 مارس 1975 في ألفاريتا في الولايات المتحدة.

## وصلات خارجية
- دانيال بوب على موقع مرجع كرة القدم المحترفة.كوم (الإنجليزية)